# Château du Patron
Le château du Patron se trouve à Brouzet-lès-Quissac, dans le département du Gard et la région Languedoc-Roussillon.

## Histoire
Ce château fait l’objet d’une inscription au titre des monuments historiques depuis le 11 mars 1998. Il est désormais propriété d'une personne privée.